# 北總鐵道7500型電聯車
北總鐵道7500型電聯車（日语：／ Hokusō Tetsudō 7500-gata densha）是北總鐵道的北總線使用的通勤型電聯車，並於2006年2月20日開始投入使用。7500型是為了替代車體逐漸老化的北總開發鐵道7000型電聯車，而由北總鐵道引進的新世代主力電聯車。

## 規格與構造
本型車由日本車輛製造負責製造，且因為北總線可直通至京成電鐵的京成本線及成田機場線，因此其車體設計與性能幾乎與京成3000型電聯車相同。車頭採用鋼製造並漆上塗裝，內裝與電力系統則與京成3000型的4次車相同，以達成高性能、節省能源及降低成本的目標。
7500型電聯車的塗裝沿用北總鐵道既有鐵路車輛的藍色和淡藍色，並在車身搭配全新設計的「北總（HOK'SO）」企業標誌；靠近車頭與車尾的兩側則塗上象徵飛機機翼的圖案，強化視覺上的印象。本型車採用變頻器控制系統，並在車內設置放置輪椅的專用空間；而博愛座區的行李架高度也有特別降低。